# Franklin megye (Florida)
Franklin megye az Amerikai Egyesült Államokban, azon belül Florida államban található. Megyeszékhelye Apalachicola, legnagyobb városa Eastpoint. Lakosainak száma 12 451 fő (2020. április 1.). Franklin megye Liberty, Wakulla és Gulf megyékkel határos.

## Népesség
A megye népességének változása:
| Lakosok száma | 11 532 | 11 491 | 11 634 | 11 598 | 11 761 | 12 451 |
|               | 2010   | 2011   | 2012   | 2013   | 2015   | 2020   |